# Revaz Davitadze
Revaz Davitadze (en georgiano: რევაზ დავითაძე; Tiflis, 16 de octubre de 1998) es un deportista georgiano que compite en halterofilia.
Ganó cuatro medallas en el Campeonato Mundial de Halterofilia entre los años 2018 y 2024, y cinco medallas en el Campeonato Europeo de Halterofilia entre los años 2018 y 2025.

## Palmarés internacional
| Campeonato Mundial | Campeonato Mundial     | Campeonato Mundial | Campeonato Mundial |
| Año                | Lugar                  | Medalla            | Categoría          |
| ------------------ | ---------------------- | ------------------ | ------------------ |
| 2018               | Asjabad (Turkmenistán) | Medalla de bronce  | 89 kg              |
| 2019               | Pattaya (Tailandia)    | Medalla de bronce  | 89 kg              |
| 2021               | Taskent (Uzbekistán)   | Medalla de bronce  | 89 kg              |
| 2024               | Manama (Baréin)        | Medalla de plata   | 96 kg              |
| Campeonato Europeo |                        |                    |                    |
| Año                | Lugar                  | Medalla            | Categoría          |
| 2018               | Bucarest (Rumania)     | Medalla de oro     | 85 kg              |
| 2019               | Batumi (Georgia)       | Medalla de plata   | 89 kg              |
| 2021               | Moscú (Rusia)          | Medalla de plata   | 89 kg              |
| 2022               | Tirana (Albania)       | Medalla de bronce  | 89 kg              |
| 2025               | Chisináu (Moldavia)    | Medalla de plata   | 96 kg              |